# Kamil' Agalarov
Kamil' Agabekovič Agalarov (in russo Камиль Агабекович Агаларов?, anglosassone Kamil Agabekovich Agalarov; Machačkala, 11 giugno 1988) è un ex calciatore russo, di ruolo difensore.

## Caratteristiche tecniche
Agalarov è un interno di centrocampo, che può giocare sia come terzino sinistro sia come esterno sinistro.